# Olios positivus
Olios positivus är en spindelart som beskrevs av Chamberlin 1924. Olios positivus ingår i släktet Olios och familjen jättekrabbspindlar. Inga underarter finns listade i Catalogue of Life.